# Пражская школа украинских поэтов
«Пра́жская шко́ла» — условное название группы украинских писателей и поэтов межвоенного двадцатилетия, после Гражданской войны оказавшихся в Европе, преимущественно в Подебрадах и Праге. Охватывает творчество Юрия Дарагана, Юрия Липы, Юрия Клена, Олексы Стефановича, Оксаны Лятуринской, Галины Мазуренко, Олега Ольжича, Елены Телиги, Леонида Мосендза, Евгения Маланюка. Термин «Пражская школа» впервые употребил литературовед Владимир Державин.

## Влияние Донцова
«Пражане» испытали влияние Дмитрия Донцова, идеолога украинского национализма, который предоставлял им возможность печататься на страницах своего журнала «Литературно-научный вестник» (1922—1933, с 1933 г. — «Вестник»). Они разделяли его попытки сформировать новый тип украинца с чёткими национальными и государственными установками, с волей к жизни, в противовес традиционным, расслабленно-чувственным типам национального характера (чрезмерная эмоциональность, лиризм, сентиментальность и т. д.). Однако «пражане» не разделяли его силового сочетания романтизма и догматизма, высокого идеала и «творческого насилия» меньшинства над большинством, что напоминало большевистский, а впоследствии — нацистский стиль (активную роль в противостоянии взглядам Д. Донцова сыграл Е. Маланюк). К тому же Донцов считал, что писательская функция — воспитывать свою нацию, а Маланюк выступал против принижения роли художника, мышление которого протекает «на его собственном, единственном ему известном языке», до уровня исполнителя служебной повинности.
Отстаивая тезис «искусство — вечный абсолют, какими бы ни были направления, поэтому все законы над искусством бессильны», Е. Маланюк одновременно видел реальное состояние украинской литературы: у порабощённых наций и поэты «всегда носят на себе клеймо невольничества». В его статье «Мысли об искусстве» не только признавался этот трагический факт, но и намечался выход из фатальной ситуации: «Только свободное, здоровое развитие нации в Самостоятельном Государстве является условием свободной и здоровой поэзии». Взгляды Е. Маланюка легли в основу эстетической концепции «пражской школы». В ней не снимались, а наоборот — подчёркивались вопросы ответственности писателя за судьбу нации, литература признавалась равновеликой и неподвластной другим сферам духовной жизни (политика, религия, педагогика и др.).

## Особенности поэтики
«Пражане» создали вокруг себя мощные силовые поля «аристократизма духа», стали центром формирования нового типа украинца, который сумел интеллектуализировать чувственную стихию украинской ментальности, дисциплинировал её, ввёл в твёрдые берега перспективной формы, предоставил украинскому движению четкое направление. Ярким документом такого качественного изменения в культуре и литературе была их историософичная лирика.
История в поэзии пражан приобретает очертания глубокого переосмысления и, собственно, перестаёт быть историей как объективной реальностью, прошлым с чёткими пространственно-временными очертаниями. Подобное отношение к истории обозначают как историософизм, или метаистория. Историософизм как особый тип философского, культурологического, художественного мышления имеет древнее происхождение, и в этом смысле поэты «Пражской школы» являются продолжателями уникальной интеллектуальной традиции. Первые попытки историософского осмысления реальности были заметны еще в античности (Тит Лукреций Кар, Тацит). «Второе дыхание» историософизм получает в эпоху романтизма и немецкого идеализма. В философских разработках Гердера, Фихте, Гегеля значение исторического приобретает концептуальное значение. Ещё в руках романтиков, как пишет историк философии Виндельбанд, «историческое исследование перестало быть собранием курьёзов, и именно потому, что они подвели под него философский масштаб общего развития».
Любое же осмысление истории как универсальной схемы продвижения или становления тех или иных социокультурных, этно-национальных и т.п феноменов предусматривает, в первую очередь, определение её субъекта. Историософская или метаисторическая поэтика пражан воссоздаёт эти ценностно-смысловые основы, связанные с героизмом, патриотизмом и национальной традицией. Поскольку нация пражанами провозглашается основной «персоной» истории, понятно, что последняя прочитывается или художественно реконструируется ими в плоскости национального бытия как единого реального пространства существования.

## Влияние
Поэзия «Пражской школы» имела широкий резонанс в эмиграции, а с началом демократических веяний на Украине получила многочисленных поклонников на родине. Несомненно, представители этого литературного феномена достойно пополнили ряд украинской литературной классики, и не только как последователи национальной традиции — традиции украинского героического эпоса, казачьего фольклора, творчества Шевченко, Франко, Леси Украинки, милитаристских песен Украинских Сечевых Стрельцов, но и как последние поэты-воины — древняя, особая каста людей, для которых борьба была поэтическим вдохновением, а поэзия — мгновениями подлинности на поле чести. Также поэты-пражане заложили особый тип художественного языка в XX веке (историческая, археологическая, религиозная, мифологическая, военная лексика), что оставил глубокий след в украинской поэзии и своими возможностями обогащал и обогащает следующие литературные поколения. В контексте идейно-эстетических, философских, стилевых исканий украинской литературы XX века пражане остались самобытными и органичными в родной культуре и перед восприятием тех или иных инноваций, а те эксперименты, которые были им свойственны, лишь пополнили неисчерпаемые возможности украинского художественного слова.